# 荘川桜

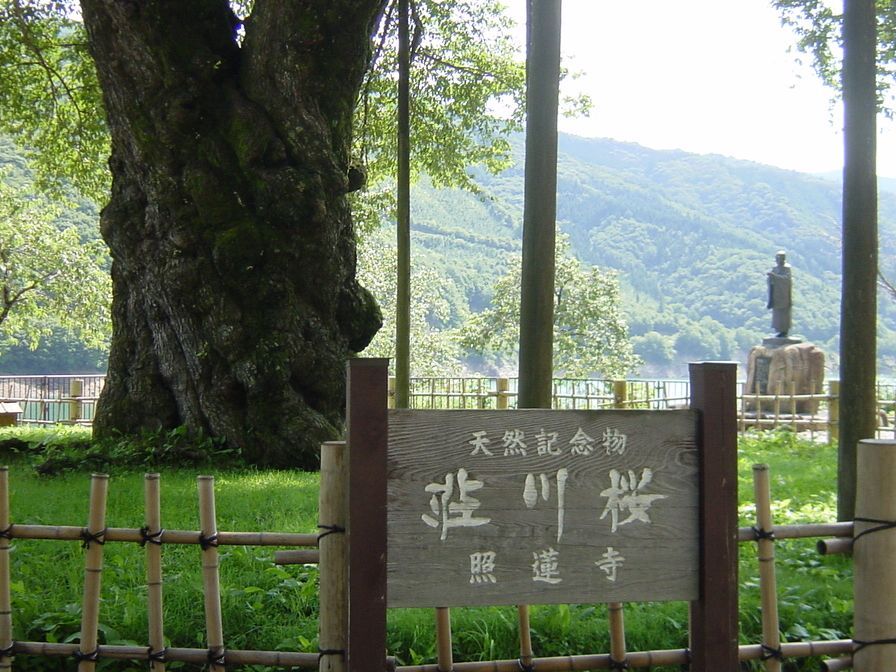
照蓮寺荘川桜

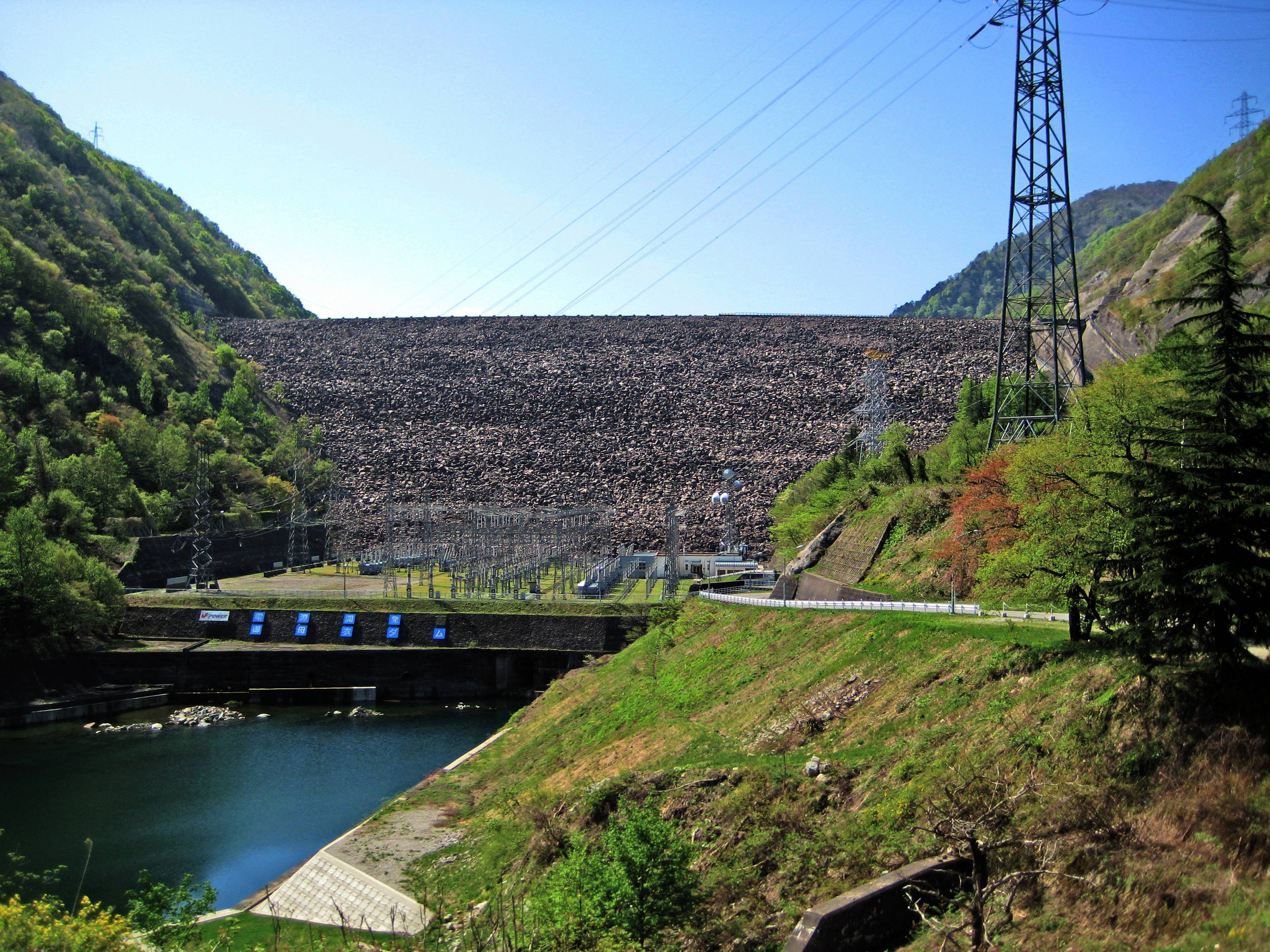
御母衣ダム

荘川桜（しょうかわざくら）は、岐阜県高山市荘川町中野（旧荘川村）の国道156号沿い、御母衣ダム湖岸に移植された樹齢450年と推定される2本のエドヒガンの古木。ごく淡いピンク色の花弁とごつごつした幹が特徴。樹高約20m、幹囲目通り約6m。岐阜県指定天然記念物。
御母衣ダム建設によってダム湖底に沈む運命にあった桜を1960年12月、ダムを建設した電源開発株式会社（Jパワー）の初代総裁高碕達之助の発案で、同社により移植され、保守されている。
移植後、桜のあった旧荘川村に因んで「荘川桜」と名づけられた。

## 大移植工事
1960年、御母衣ダム建設により水没する予定地を視察中、光輪寺の庭にあった巨桜を見たダム建設事業主である電源開発株式会社（Jパワー）の初代総裁高碕達之助は「なんとかこの桜を救えないものか」と、市井の桜研究家で「桜男」とも称された当時の桜研究の権威笹部新太郎に移植を依頼した。当初笹部はその困難さから、これを固辞したものの、高碕の熱意に絆され、結局は引き受けることとなった。その後、桜移植の事前調査にあたるため同地を訪れた笹部は、同様の桜の巨樹が照蓮寺にもあることを知り、この桜も移植することを提案し、2本同時に移植することとなった。
笹部指導の下行われた移植工事は、当時東海地方で随一の移植技術を持つと謳われた造園業・庭正造園の植木職人・丹羽政光らによって当時常識とされていた手法を覆すような新手法をいくつも取り入れて行われたが、世界的にも例がないといわれるほど大がかりなものであったうえ、樹齢400年以上という老齢とその巨体、更に「桜切る馬鹿、梅切らぬ馬鹿」と言われるほど外傷に脆弱な桜を移植することもあり、困難を極めた。可能な限り枝や根を落とした桜をダム水面上となる丘まで運搬し、移植したが、無骨な幹だけの姿は無残な姿にも見えたため、当時、笹部や高崎には水没地住民や世間から「むごい仕打ち」「いずれ水没するのに追い討ちをしなくても」などと非難が集中した。
しかし笹部・丹羽の目算通り、その翌1961年春、桜の活着が確認。1962年6月に行われた水没記念碑除幕式で当時の藤井崇治電源開発総裁により「荘川桜」と命名された。移植以来、同社の継続した保守管理もあり以降も年々枝葉を伸ばし続け、現在はかつてのように美しい花を咲かせている。荘川桜の活着当時、桜にすがりついて泣いた元住民もいたといわれる。平成10年頃までは水没地の元住民の集まりである「ふるさと友の会」が春先に荘川桜の元に集うなど、元住民にとっては現在でもかつてのふるさとの象徴的存在となっている。
移植から現在まで、電源開発が荘川桜の保守管理を行っている。手入れは移植に携わった丹羽政光の会社が電源開発より移植以来委託され続けており、2016年現在では孫である丹羽英之氏が担当している。荘川桜と同じ場所には、荘川桜の種から若山芳枝（元ダム建設反対運動「死守会」書記長、のち「ふるさと友の会」会長）が育てた苗を1984年に移植した二世桜も植えられており、いずれも咲くのは4月下旬から5月中旬頃で、開花中はライトアップされている。年間の観光客数は約5万人。荘川桜の歴史については、御母衣ダムの正面にある「MIBOROダムサイドパーク 御母衣電力館・荘川桜記念館において、移植工事の映像を含むドキュメンタリービデオ「桜守の詩」等の展示を見ることができる。

## さくら道
国鉄バス名金急行線の車掌佐藤良二が、荘川桜が見事に開花したことに感動し、国鉄名金線の沿線に桜の苗木を植え続けたことから、名金線の沿線は「さくら道」と呼ばれるようになった。

## アクセス
公共交通機関
- 高山方面から：高山濃飛バスセンター（高山駅）から濃飛バス清見・荘川線「牧戸駅」下車。
  - 国道156号を6 kmほど歩く必要がある。

自家用車
- 名古屋側より：東海北陸自動車道 荘川ICから国道156号を白川・砺波方面に約6分。
- 富山側より：東海北陸自動車道 白川郷ICから国道156号を荘川・白鳥方面に約25分。

## その他
- 2002年6月11日にはNHKの「プロジェクトX〜挑戦者たち〜」において『桜ロード 巨木輸送作戦』のタイトルで電源開発を中心に特集放送が行われた。
- 2009年3月17日に日本テレビ系列で、荘川桜を題材とした実話、読売テレビ開局50年記念ドラマ・ダイワハウススペシャル 『さくら道』が放送された。
- 2016年4月3日、テレビ朝日系列の「トリハダ（秘）スクープ映像100科ジテン」の4時間スペシャル放送回において、再現と当時の記録映像を交えた移植の状況を伝える特集が組まれた。
- 2010年12月4日には、千鳥ヶ淵緑道の半蔵門側に、高山市の二世桜が移植された。[1]